# Norges Naturvernforbund

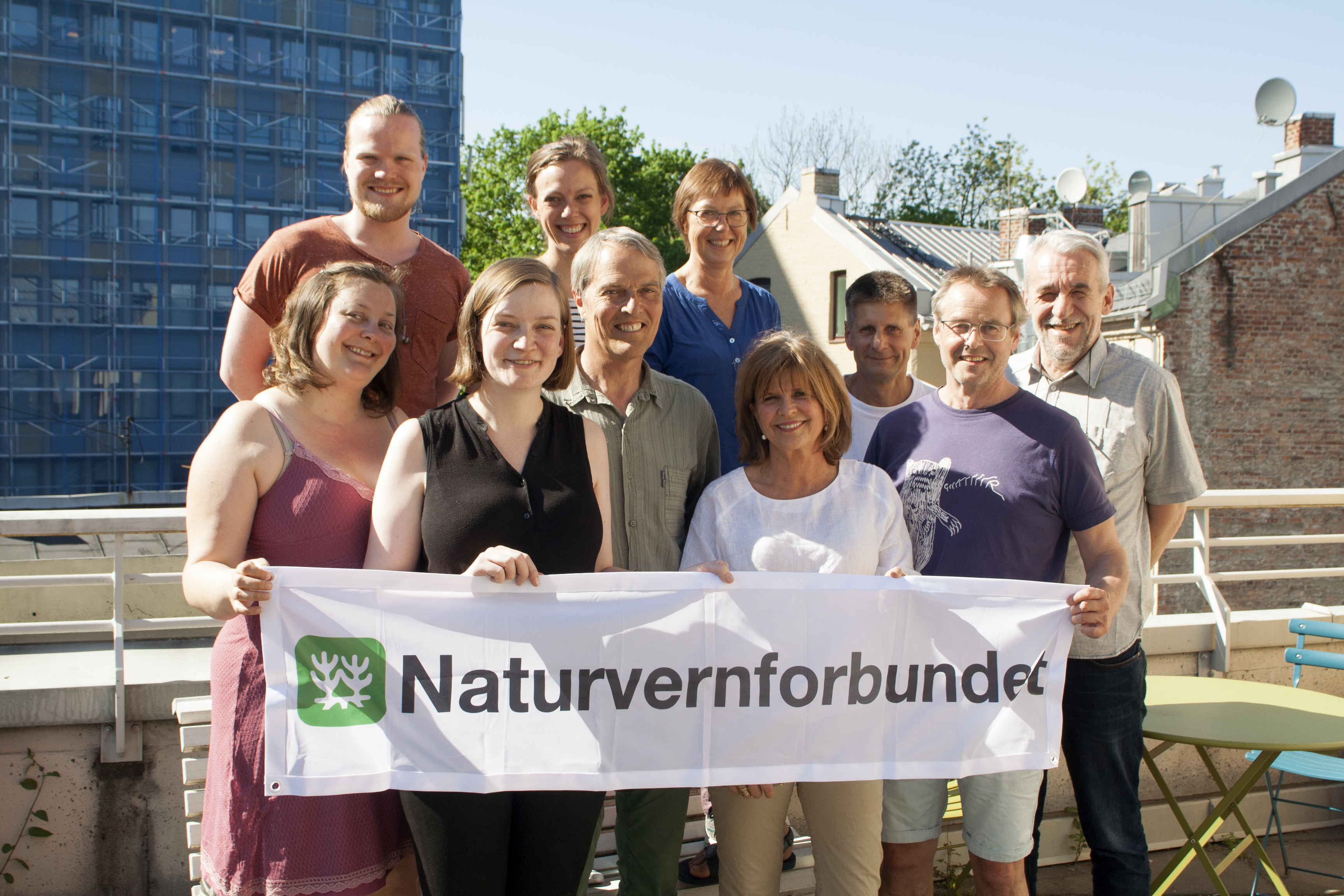
Norges Naturvernforbund (2018)

Norges Naturvernforbund (Kurzform: NNV) ist die größte Naturschutzorganisation in Norwegen und Nationaler Partner von Friends of the Earth International; 1914 gegründet, ist sie auch die älteste Natur- und Umweltorganisation des Landes.

## Organisation
Der NNV ist ein demokratischer Zusammenschluss von mehr als 24.000 Mitgliedern (Stand 2017). Seine gewählter Präsidentin ist Silje Lundberg (seit 2017), Generalsekretärin ist Maren Esmark (seit 2012). In allen Regionen (landets fylker) hat die Organisation Regionalbüros und insgesamt ca. 100 Gruppen im ganzen Land. Natur og Ungdom (Natur und Jugend) schloss sich dem NNV 1968 als dessen Jugendorganisation an. 2006 wurde mit Miljøagentene (Umweltagenten) eine Kinderorganisation begründet.